# Edon Zhegrova
Edon Lulzim Zhegrova (Herford, 31 de marzo de 1999) es un futbolista alemán nacionalizado kosovar que juega como centrocampista para el Lille O. S. C. de la Ligue 1.

## Selección nacional
Debutó con la selección de fútbol de Kosovo el 24 de marzo de 2018. Lo hizo en un partido amistoso contra Madagascar que finalizó con un resultado de 0-1 a favor del combinado kosovar tras el gol del propio Zhegrova. Además disputó varios partidos de la Liga de Naciones de la UEFA 2018-19.

### Goles internacionales
| # | Fecha                 | Estadio                                             | Oponente | Gol | Resultado | Competición                         |
| - | --------------------- | --------------------------------------------------- | -------- | --- | --------- | ----------------------------------- |
| 1 | 24 de marzo de 2018   | Stade Municipal Jean Rolland, Franconville, Francia | Moldavia | 0-1 | 0-1       | Amistoso                            |
| 2 | 29 de mayo de 2018    | Letzigrund, Zúrich, Suiza                           | Albania  | 0-3 | 0-3       | Amistoso                            |
| 3 | 2 de junio de 2022    | AEK Arena-Georgios Karapatakis, Larnaca, Chipre     | Chipre   | 0-2 | 0-2       | Liga de Naciones de la UEFA 2022-23 |
| 4 | 28 de marzo de 2023   | Estadio Fadil Vokrri, Pristina, Kosovo              | Andorra  | 1-0 | 1-1       | Clasificación para la Eurocopa 2024 |
| 5 | 12 de octubre de 2024 | Estadio S. Darius y S. Girėnas, Kaunas, Lituania    | Lituania | 0-1 | 1-2       | Liga de Naciones de la UEFA 2024-25 |

## Clubes
| Club           | País    | Año       | Partidos | Goles |
| -------------- | ------- | --------- | -------- | ----- |
| K. R. C. Genk  | Bélgica | 2017-2019 | 27       | 5     |
| F. C. Basilea  | Suiza   | 2019-2022 | 74       | 11    |
| Lille O. S. C. | Francia | 2022-     | 107      | 26    |

## Palmarés

### Títulos nacionales
| Título        | Club          | País  | Año  |
| ------------- | ------------- | ----- | ---- |
| Copa de Suiza | F. C. Basilea | Suiza | 2019 |